# Monticello (Mississippi)
Monticello város az USA Mississippi államában. Lakosainak száma 1441 fő (2020. április 1.).

## Népesség
A település népességének változása:
| Lakosok száma | 1726 | 1571 | 1441 |
|               | 2000 | 2010 | 2020 |